# Liste der Monuments historiques in Pulligny
Die Liste der Monuments historiques in Pulligny führt die Monuments historiques in der französischen Gemeinde Pulligny auf.

## Liste der Immobilien
| Bezeichnung                | Beschreibung                                | Standort                  | Kennzeichnung | Schutzstatus | Datum | Bild           |
| -------------------------- | ------------------------------------------- | ------------------------- | ------------- | ------------ | ----- | -------------- |
| Kirche St-Pierre-aux-Liens | vom Ende des 15. Jahrhunderts               | Place du Jet d’Eau (Lage) | PA00106354    | Inscrit      | 1926  | weitere Bilder |
| Maison des Loups           | aus dem zweiten Hälfte des 16. Jahrhunderts | 6–10 rue des Loups (Lage) | PA00106355    | Inscrit      | 1926  |                |
| Maison Pierret             | aus dem 16. Jahrhundert                     | 2 rue des Loups (Lage)    | PA00106356    | Inscrit      | 1926  |                |

## Liste der Objekte
| Bezeichnung                          | Beschreibung                                                              | Standort                                 | Kennzeichnung | Schutzstatus | Datum | Bild |
| ------------------------------------ | ------------------------------------------------------------------------- | ---------------------------------------- | ------------- | ------------ | ----- | ---- |
| Skulptur Heiliger Christophorus      | Stein, übertüncht, Mitte des 18. Jahrhunderts                             | in der Kirche St-Pierre-aux-Liens (Lage) | PM54000776    | Classé       | 1981  |      |
| Relief Kreuzigung                    | Stein, farbig gefasst, 16. Jahrhundert                                    | in der Kirche St-Pierre-aux-Liens (Lage) | PM54001820    | Inscrit      | 1997  |      |
| Zwei Kirchenfenster                  | aus dem 15. und 16. Jahrhundert                                           | in der Kirche St-Pierre-aux-Liens (Lage) | PM54000774    | Classé       | 1981  |      |
| Skulptur Petrus (1)                  | Stein, 18. Jahrhundert                                                    | in der Kirche St-Pierre-aux-Liens (Lage) | PM54001818    | Inscrit      | 1974  |      |
| Glocke                               | Bronze, 1612 gegossen                                                     | in der Kirche St-Pierre-aux-Liens (Lage) | PM54000771    | Classé       | 1908  |      |
| Sechs Leuchter                       | Kupfer, vergoldet, 18. Jahrhundert                                        | in der Kirche St-Pierre-aux-Liens (Lage) | PM54000772    | Classé       | 1979  |      |
| Skulptur Petrus (2)                  | Stein, erste Hälfte des 15. Jahrhunderts                                  | in der Kirche St-Pierre-aux-Liens (Lage) | PM54000773    | Classé       | 1982  |      |
| Kruzifix                             | Holz, farbig gefasst, Mitte des 16. Jahrhunderts                          | in der Kirche St-Pierre-aux-Liens (Lage) | PM54000775    | Classé       | 1981  |      |
| Skulptur Heiliger Jakobus der Ältere | Stein, Mitte des 18. Jahrhunderts                                         | in der Kirche St-Pierre-aux-Liens (Lage) | PM54001238    | Classé       | 2000  |      |
| Gemälde Rosenkranzmadonna            | Ölfarbe auf Leinwand, vergoldeter Holzrahmen, Anfang des 18. Jahrhunderts | in der Kirche St-Pierre-aux-Liens (Lage) | PM54000777    | Classé       | 1981  |      |
| Pietà                                | Stein, farbig gefasst, 15. oder 16. Jahrhundert                           | in der Kirche St-Pierre-aux-Liens (Lage) | PM54001819    | Inscrit      | 1981  |      |